# Court Tomb von Killymoon Demesne
Die Reste des Court Tomb von Killymoon Demesne liegen in einem Dickicht auf dem Golfplatz im Park von Killymoon Castle im Townland Killymoon Demesne (irisch Coillidh Mhuain), zwischen Cookstown und dem Lough Neagh im County Tyrone in Nordirland. Court Tombs gehören zu den megalithischen Kammergräbern (englisch chambered tombs) der Insel. Sie werden mit über 400 Exemplaren nahezu ausschließlich in Ulster im Norden der irischen Insel gefunden.

## Beschreibung
Das Court Tomb liegt in relativ flachem Gelände in 62 m Seehöhe auf einem Kalksteinfelsen. Der Cairn ist eine längliche Fläche von etwa 45 × 35 m. Es gibt viel Cairnmaterial, aber ein Großteil davon ist wahrscheinlich im Zusammenhang mit dem Bau des Golfplatzes dorthin verlagert worden. Innerhalb des Bereiches befinden sich 12 große Steine, die eine etwa 10,0 m lange und 4,0 m breite Hufeisenkammer bilden. Zwei äußere Steine am östlichen Ende sind Ost-West orientiert. Der äußere liegt teilweise auf einer Seitenkante und hat eine Höhe von 40 und eine Breite von 60 cm, der weiter westlich gelegene ist 1,1 m hoch und 90 cm breit. Diesem benachbart ist der größte Stein der Anlage, mit 1,7 m Höhe und 1,4 m Breite. Die folgenden, hufeisenförmig angeordneten Steine weisen Höhen zwischen 1,4 m und 60 cm auf. Einer der nordwestlich gelegenen Steine hat nur noch eine Höhe von 40 cm, die abgebrochene obere Hälfte mit einer Höhe von 30 cm liegt innerhalb der Kammer. In ihr ist keinerlei Unterteilung sichtbar und es gibt auch keine eigene Eingangskonstruktion. Die Rückwand besteht aus zwei Orthostaten, was für Court Tombs unüblich ist.
Es wurden keinerlei Funde im Zusammenhang mit dem Court Tomb gemacht. Die Anlage liegt außerhalb der Zone in Ulster, die für das gehäufte Auftreten von Megalithbauwerken bekannt ist.

## Geschichte
Demesne (oder Domain) ist der englische Ausdruck für ein Gut in herrschaftlichem Besitz. Die Domäne gehörte zu Killymoon Castle, das von der aus Schottland stammenden Familie Stewart während der Plantation of Ulster im 17. Jahrhundert errichtet worden war. Das Schloss wurde zum größten Teil aus Sandstein errichtet, so dass die Orthostaten des Court Tombs aus schwer zu bearbeitendem Gabbro erhalten blieben. Die Anordnung der großen Steine der Megalithanlage wurde zwar in keiner der Karten aus dem 19. Jahrhundert genau eingezeichnet. Die Bezeichnung Cloghog (nach dem englischen Wort clog (deutsch „Holzschuh“)) für die hufeisenförmige Landmarke auf Sampsons Karte des County of Londonderry von 1813 deutet für C. Stephen Briggs, der die Anlage im Jahr 1972 eingehend untersuchte, jedoch darauf hin, dass von der eigenartigen Formation damals bereits Notiz genommen worden ist. Dennoch wurde mit der Megalithanlage anscheinend nicht sorgsam umgegangen, wie Bohrlöcher beweisen, die wohl zur Sprengung der Steine angebracht worden waren.
Die Stewarts hatten ein Interesse an vorgeschichtlichen Funden und besaßen eine Sammlung von Fundstücken, darunter eine geschäftete Axt aus einem nahe gelegenen Moor und Goldartefakte aus der Bronzezeit, die 1995 weitere Grabungen auf einem Grundstück in der Nähe des Schlosses nach sich zogen. Vielleicht hat die Familie die völlige Zerstörung der Anlage dann doch verhindert, obwohl sie nicht so pfleglich mit den Resten des Bauwerks umgegangen ist, wie etwa die benachbarte Familie Lindsay of Loughry mit dem Galeriegrab auf ihrem Grundstück. In den ersten Jahrzehnten des 19. Jahrhunderts wurde die Domäne in einen Landschaftspark umgestaltet und die Megalithanlage verschwand aus dem Blickpunkt der Öffentlichkeit und der Wissenschaft. C. Stephen Briggs führt das darauf zurück, dass die Steine in einem Wäldchen liegen und damals wie heute von dichtem Gestrüpp aus Rhododendren und Weißdornbüschen überwuchert worden sein könnten. Der Archäologe Stephen Clarke äußerte jedoch in einem Brief an das Northern Ireland Sites and Monuments Record Bedenken wegen der atypischen Anlage. Ihr Alter könne nicht durch Funde belegt werden und viele Eigenheiten des Court Tombs seien rätselhaft. Möglicherweise sei sie erst im 19. Jahrhundert  geschaffen worden, um dem Park eine geeignete Staffage zu verleihen.
1852 musste der letzte Erbe der Stewarts das Schloss und den Park verkaufen und die ehemalige Domäne kam mehrmals in andere Hände. Schließlich eröffnete der 1889 gegründete Killymoon Golf Club hier einen 18-Loch-Golfplatz. Das besonders anspruchsvolle Loch 10 liegt in der Nähe des Court Tombs und trägt den Spitznamen Giant’s Grave (deutsch „Gigantengrab“).